# Galla Placidia

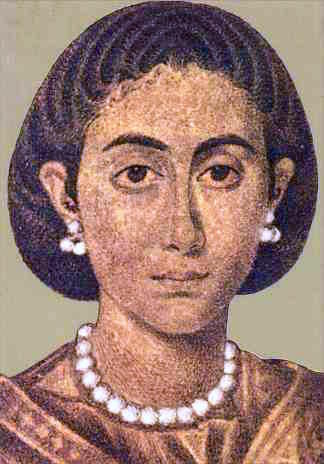
Soudobý portrét Gally Placidie

Galla Placidia (392 – 27. listopadu 450) byla sestra císaře Honoria, prvního vládce Západořímské říše, a manželka císaře Constantia III.
Roku 410 byla zajata Vizigóty, kde si vzala krále Athaulfa, švagra vizigótského krále Alaricha. Po třech rocích soužití s Gallou byl Athaulf zavražděn svým podkoním a jeho nástupce Wallia Gallu vyměnil zpět do Říma, kde se v roce 417 provdala za Constantia. Porodila mu dceru Justu Gratu Honoriu, kvůli které vyvstaly problémy mezi Atillou – hunským králem a Římskou říší, a syna, pozdějšího císaře Valentiniana III.
Galla zemřela v Římě. Kde byla pohřbena není zcela jasné, ale dlouhodobě se spekulovalo o mauzoleu v Ravenně (budova je jako její mauzoleum i pojmenována), kde mělo být její tělo uloženo v největším sarkofágu, jehož obsah byl ale zničen v roce 1577.

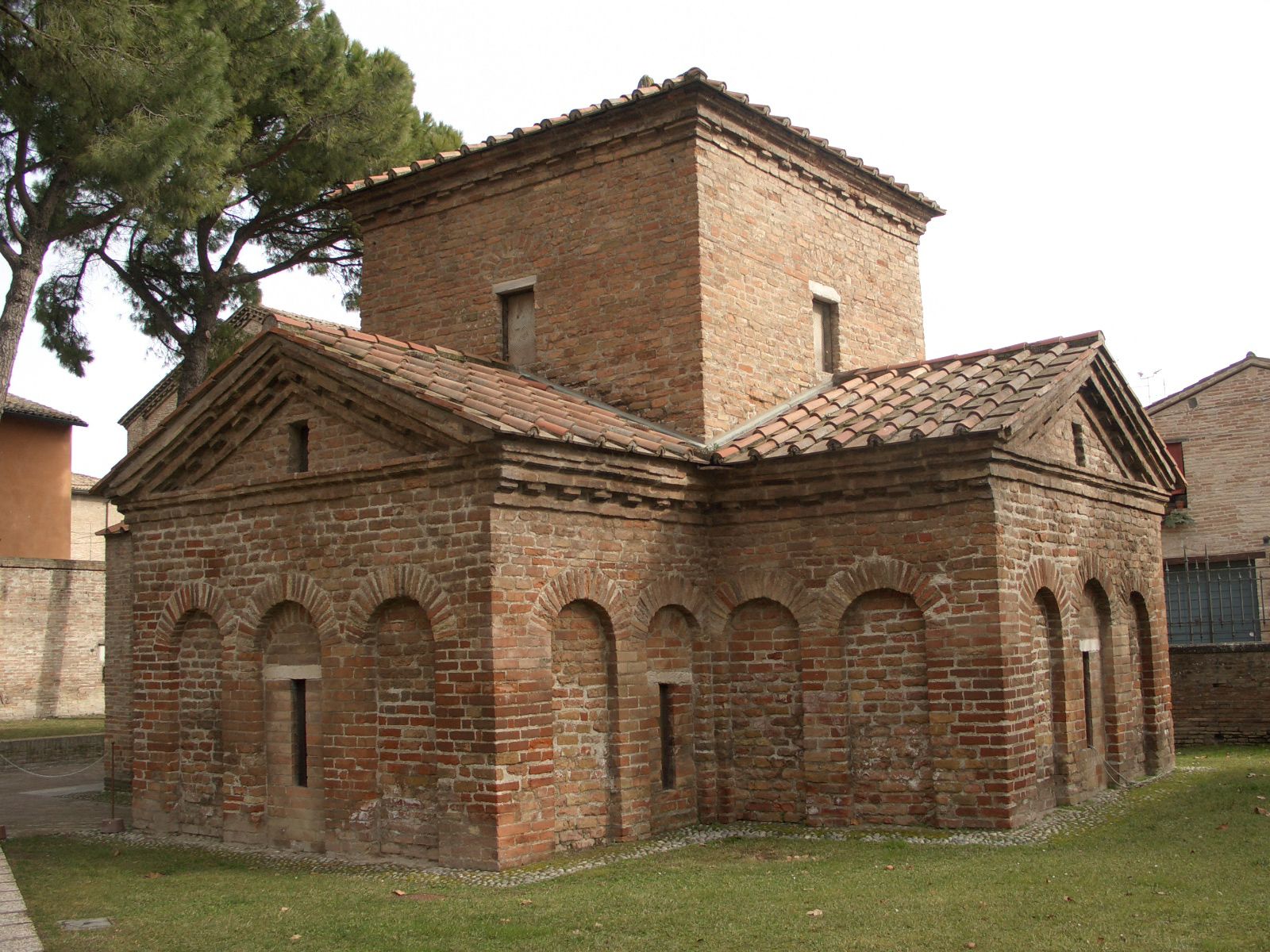
Možné Gallino mauzoleum v Ravenně